# Castell i muralles de Culla
El castell i la muralla de Culla, a la comarca de l'Alt Maestrat, és un conjunt fortificat format per les restes del castell de Culla i del recinte emmurallat de la mateixa localitat. Com passa amb tots els castells i muralles, estan catalogats com a Bé d'Interés Cultural, per declaració genèrica, i presenten l'anotació ministerial: RI-51-0010119, i data d'anotació 9 d'octubre de 1997.
Culla és un municipi que es localitza sobre la mola del mateix nom i és en la part més alta de la localitat on es troba el castell i al voltant de la població el recinte emmurallat.

## Història

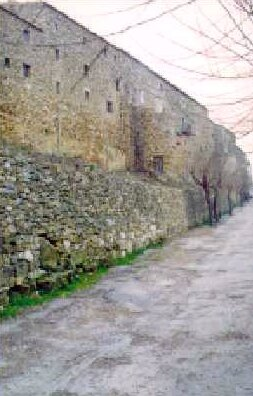
Restes de les muralles adossades als habitatges

Culla és una població de remots orígens que arriben a èpoques prehistòriques, la qual cosa queda palesa en les restes arqueològiques i en les pintures rupestres que es localitzen en la seva demarcació.
Fins al segle xiii, amb la conquesta dels territoris per les tropes del rei Jaume I d'Aragó, Culla va estar sota el domini àrab. El 1233, va ser conquerida per Balasc d'Alagó, i rebé la carta pobla el 1244. En aquest moment històric, Culla tenia un important castell, conegut com a castell de Culla, per la seua estratègica situació geogràfica i l'ampli territori que dominava. Com va passar amb territoris i edificis d'altres localitats properes, amb el temps, Culla va acabar pertanyent a l'orde del Temple, al voltant del 1303, i passà més tard, en entrar en crisi l'esmentat orde militar, a l'orde de Montesa.
El 1345, es produeix el naixement del que es va anomenar la Setena de Culla o comunitat d'herbatge, constituïda per: Culla, Atzeneta, Vistabella, Benassal, la Torre d'En Besora, Benafigos i Vilar de Canes. Es tractava d'una agrupació de municipis que va dur a terme la compra dels drets d'explotació dels recursos pecuaris i forestals a l'orde de Montesa, que s'estava quedant amb totes les possessions de l'orde del Temple, les quals afectaven tots els municipis de la comunitat; amb això, pretenien defensar amb més força els seus interessos ramaders comuns, enfront dels de l'orde de Montesa. Aquesta agrupació va continuar en funcionament fins a mitjan segle xix. No es pot perdre de vista que la principal activitat econòmica de la zona en aquesta època era l'agricultura de secà (ametller, olivera, avellaner, vinya i cereals), i la ramaderia, especialment l'extensiva (oví, caprí, boví) i, en molta menor importància, la ramaderia intensiva, sobretot de porcí, avícola i apícola.
Durant el segle xviii, el castell de Culla va perdre poder polític i administratiu. Aquest fenomen va coincidir amb les remodelacions urbanístiques que es van dur a terme durant aquest segle a Culla, com van ser la construcció de l'església, coneguda com a església del Salvador; l'ermita de Sant Cristòfol; així com obres de millora i ampliació del nucli urbà en general. A més, les remodelacions i els constants creixements de la població donaren lloc a l'enderrocament de part de les muralles; queden d'altres formant part dels edificis que anaven construint-se. Durant les Guerres carlines, Culla va ser un lloc constant d'enfrontament, cosa que va produir el deteriorament en part del nucli antic, i en destaquen les pèrdues del castell, el qual va quedar totalment destrossat, quedant tal com es contempla en l'actualitat.

## Descripció

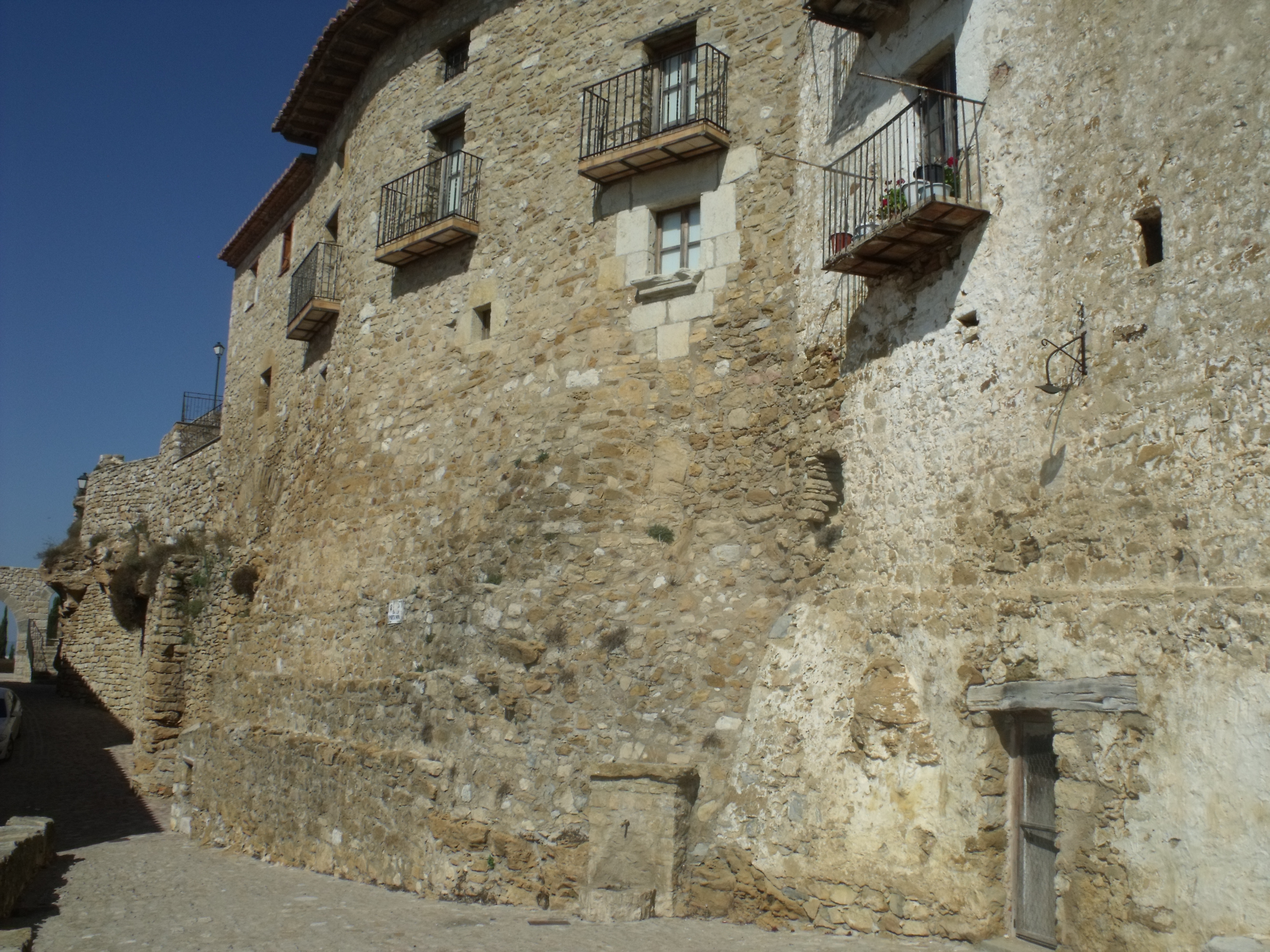
Muralles adossades a les cases

El castell, que en el seu dia dominava la població, conserva només uns pocs vestigis, com passa amb les muralles, de les quals es conserven les restes de la torre del Frare Pere, i torrasses del segle xiii, així com la porta d'entrada a la barbacana i els escuts d'armes de l'orde de Montesa.
El castell era de planta irregular, compost per tres recintes emmurallats, que podrien qualificar-se d'aproximadament concèntrics. De tot això, tot just queden restes de la muralla més exterior, que forma part dels basaments i murs dels actuals habitatges. Malgrat això, d'aquesta última i més externa muralla, es poden contemplar alguns torrasses, passadissos, portals i una bona col·lecció de cases senyorials.
Com hem dit anteriorment, el castell és d'època àrab, però les muralles són posteriors, de temps dels Alagón i Anglesola, que van ser els seus propietaris després de la conquesta, i també hi ha fortificacions que daten de l'època de domini dels ordes, primer de l'orde del Temple i posteriorment de Montesa.